# Distretto di Chicla
Il distretto di Chicla è uno dei trentadue distretti della provincia di Huarochirí, in Perù. Si trova nella regione di Lima e si estende su una superficie di 244,1 chilometri quadrati.
Istituito il 4 marzo 1953, ha per capitale la città di Chicla.